# Цацув
Цацув (пол. Caców) — село в Польщі, у гміні Нагловиці Єнджейовського повіту Свентокшиського воєводства.
Населення — 124 особи (2011).
У 1975-1998 роках село належало до Келецького воєводства.

## Демографія
Демографічна структура на день 31 березня 2011 року:
|          | Загалом | Допрацездатний вік | Працездатний вік | Постпрацездатний вік |
| -------- | ------- | ------------------ | ---------------- | -------------------- |
| Чоловіки | 65      | 14                 | 39               | 12                   |
| Жінки    | 59      | 17                 | 27               | 15                   |
| Разом    | 124     | 31                 | 66               | 27                   |